# セイコーホームシアター"S"
『セイコーホームシアター"S"』（セイコーホームシアター エス）は、1974年10月5日から1980年9月20日までNETテレビ→テレビ朝日が編成していた海外ドラマ枠である。服部時計店（セイコー、後のセイコーグループ）の一社提供。

## 編成時間
| 放送期間      | 放送期間      | 放送時間(日本標準時) |
| ------------- | ------------- | -------------------- |
| 1974年10月5日 | 1979年3月31日 | 土曜23:00 - 23:50    |
| 1979年4月14日 | 1980年3月29日 | 土曜23:20 - 日曜0:15 |
| 1980年4月12日 | 1980年7月19日 | 土曜23:25 - 日曜0:20 |
| 1980年9月6日  | 1980年9月20日 | 土曜23:20 - 日曜0:15 |

## 放送作品
- ダンディ2 華麗な冒険（1974年10月5日 - 1975年3月29日）
- ロックフォード氏の事件メモ（第1シリーズ、1975年4月5日 - 1975年9月27日）
- ザ・クライシス11 （1975年10月4日 - 1975年12月27日）
- ロックフォードの事件メモ（第2シリーズ、1976年1月3日 - 1976年6月19日）
- 華麗な探偵ピート&マック（第1シリーズ、1976年6月26日 - 1976年12月25日）
- ロックフォードの事件メモ（第3シリーズ、1977年1月1日 - 1977年6月18日）
- 華麗な探偵ピート&マック（第2シリーズ、1977年6月25日 - 1977年12月24日）
- ロックフォードの事件メモ（第4シリーズ、1978年1月7日 - 1978年6月24日）
- 華麗な探偵ピート&マック（第3シリーズ、1978年7月1日 - 1978年12月30日）
- ロックフォードの事件メモ（第5シリーズ、1979年1月6日 - 1979年6月30日）
- Dr.刑事クインシー（第1シリーズ、1979年7月7日 - 1980年3月29日）
- ロックフォードの事件メモ（第6シリーズ、1980年4月12日 - 1980年6月28日）
- Dr.刑事クインシー（第2シリーズ、1980年7月5日 - 1980年9月20日）